# Thitiphan Puangjan
Thitiphan Puangjan (nacido el 1 de septiembre de 1993) es un futbolista tailandés que juega como centrocampista en el BG Pathum United FC de la Liga de Tailandia.

## Trayectoria

### Clubes
| Club                   | País      | Año         |
| ---------------------- | --------- | ----------- |
| Muangthong United FC   | Tailandia | 2011 - 2016 |
| Suphanburi FC (cedido) | Tailandia | 2011        |
| Chiangrai United FC    | Tailandia | 2016 - 2018 |
| BG Pathum United FC    | Tailandia | 2018 -      |
| Oita Trinita (cedido)  | Japón     | 2019        |